# سیامک فلاحی
سیامک فلاحی (زادهً ۱۳۶۷) آهنگساز و موسیقی‌دان، طراح و کارگردان اپرا و مدیر هنری اهل تهران است. او رهبر ارکستر خانه هنرمندان ایران، مؤسس گروه هنر معاصر تهران، و مدیر و مؤسس کانون موسیقی معاصر ایران است.
فلاحی نخستین مانیفست موسیقی معاصر ایران را در سال ۲۰۱۴ نوشت و در سال ۱۳۹۷ آن را در تماشاخانهٔ ایرانشهر در خانه هنرمندان اجرا کرد. آثارش در پاریس ثبت بین‌المللی شده و حق تکثیر شرکت ساسم را داراست و در سال ۱۳۹۵ اولین هیئت تحریریه برای ارکستر در خانه هنرمندان را تأسس و لوگوی صوتی برای ارکستر را ساخت و در حوزه هنری  در سال ۱۳۹۵ رهبری و ضبط کرد.
چند فیلم مستند برای همکاری با محمود دولت‌آبادی نادر مشایخی، بهرام بیضایی، لیلی افشار و الویس خوان سوارز، آنجلیکا مسنر، آروو پارت، مورتون فلدمن، ایو کلن، کیاوش صاحب‌نسق، ارسلان عابدیان و … ساخته شده که در خانه هنرمندان ایران در سال ۱۳۹۸ با مدیریت مجید رجبی معمار به نمایش عموم درآمد و بخشی از آن در شبکه‌های اجتماعی  برای عموم به اشتراک گذاشته شده است.

## فعالیت‌های هنری
فلاحی از کودکی به‌صورت خودآموز نقاشی و خطاطی می‌کرد و در دوران تحصیلات ابتدایی در مسابقات آموزش و پرورش نماینده مناطق بود و پس از آن به نوازندگی پیانو و گیتار روی آورد و با کسب مقام اول در رشته تک‌نوازی گیتار و مقام اول در همراهی ارکستر در سال ۱۳۸۲ از سن ۱۵ سالگی به‌صورت حرفه‌ای فعالیتهای هنری خود را آغاز کرد.
پس از مقطع دیپلم در رشتهٔ علوم تجربی وارد دانشگاه علوم پزشکی تهران شد و در نهایت در رشتهٔ مهندسی محیط زیست در مقطع کارشناسی ارشد در دانشگاه علوم و تحقیقات تهران فارغ‌التحصیل شد و در رشتهٔ مهندسی محیط زیست گرایش آلودگی هوا در مقطع دکتری پذیرش گرفت.
از دیگر فعالیت‌های او می‌توان به تأسیس، مدیریت هنری و رهبری آنسامبل موسیقی معاصر تهران، رهبری ارکستر خانه هنرمندان ایران از سال ۱۳۹۵، مدیریت دپارتمان آموزشی کنسرواتوار جان کیج ۱۳۹۷، مدیریت و تأسیس کانون موسیقی معاصر ایران در فرهنگسرای ارسباران ، مدیریت برنامه‌های جُنگ‌های سازمان صدا و سیما و شهرداری تهران بین سال‌های ۱۳۸۵ و ۱۳۹۱، مدیریت استودیو نغمه ۱۳۸۸، مدیریت برنامه‌های متعدد در ارگان‌ها و سازمان‌های مختلف از قبیل سازمان بسیج دانشجویی، باغ موزه دفاع مقدس، آهنگسازی و نوازندگی در سازمان صدا و سیما در زمینه موسیقی فیلم، انیمیشن، تیتراژ و … اشاره کرد.

تمرین اپرای کلنل در تالار وحدت آبان ۱۴۰۳

## اجرا و رهبری ارکستر خانه هنرمندان ایران

آنسامبل هنر معاصر تهران به رهبری سیامک فلاحی در تماشاخانه ایرانشهر خانه هنرمندان ایران اردیبهشت ۱۳۹۷

- اپرای کلنل[۱۱] بر اساس رمان محمود دولت آبادی[۱۲] در پنج پرده آهنگساز سیامک فلاحی
- قطعه نقل شماره ۱ سال ۲۰۱۴ آهنگساز سیامک فلاحی[۱۳] در تماشاخانه ایرانشهر[۱۴]
- قطعه آیه‌های زمینی فروغ فرخزاد ۲۰۱۱ نادر مشایخی
- پرفورمنس گنبد مسجد شیخ لطف‌الله
- قطعه آینه در آینه آروو پارت
- قطعه تنها مورتون فلدمن
- سمفونی مونوتن سکوت ایو کلن
- اجرای بریکولاژ نادر مشایخی[۱۵]
- قطعه زروان کیاوش صاحب نسق
- رسیتال پیانو سیامک فلاحی(فرهنگسرای ارسباران)[۱۶] و قطعات پیانویی اریک ساتی و…[۱۷]

## افتخارات
- کسب مقام اول رشته تک نوازی گیتار فلامنکو ایران در سال۸۲
- کسب مقام اول رشته گروه نوازی در مسابقات آموزش وپرورش سال۸۲
- کسب سرتیفیکت آواز کلاسیک و اپرا از کنسرواتوار چایکوفسکی[۱۸]
- قطعه (Irdische aufenbroung آیه‌های زمینی برای خواننده سوپرانو و آنسامبل بر روی شعر فروغ فرخزاد) تقدیم شده توسط نادر مشایخی به فلاحی
- اثر هنری Dedicated Mural Music Kinetic تقدیم شده توسط الویس خوان سوارز[۱۹]آهنگساز و آرتیست مطرح آمریکای جنوبی به فلاحی
- قطعه Earth in Ashes[۲۰] تقدیم شده توسط ارشیا صمصامی نیا به فلاحی